# Jadeit
Jadeit, en pyroxen med sammansättningen NaAlSi2O6, är en av två sorters jade, den andra är nefrit en amfibol. Hårdheten hos jadeit är 6,5-7,0 på Mohs hårdhetsskala. Hårdheten på nefrit är 6,0-6,5 på Mohs-skalan. Segheten är mycket hög hos båda mineralen. Den finns i ett brett spektrum av färger, men oftast i gröna eller vita nyanser. Jadeit bildas endast i subduktionszonerna av kontinentala marginaler, där berget genomgår metamorfos vid högt tryck men relativt låg temperatur.
Jadeit är det huvudsakliga mineral som utgör den mest värdefulla formen av jade, en ädelsten som är särskilt uppskattad i Kina. Det mesta av jadeitjade av ädelstenskvalitet kommer från norra Myanmar. Jadeverktyg och redskap har hittats på stenåldersplatser, vilket visar att mineralet har varit uppskattat av människor sedan före början av den skrivna historien.

## Namn
Namnet jadeit kommer (via franska: jade och latin: ilia) från den spanska frasen "piedra de ijada" som betyder "sidans sten". Den latinska versionen av namnet, lapis nephriticus, är ursprunget till termen nefrit, som är ett annat mineral som också delar det gemensamma namnet jade.

## Egenskaper
Jadeit är ett hårt, extremt segt sällsynt mineral från klinopyroxenfamiljen av mineraler. Även om den är mycket varierande i färg är den vanligtvis äppelgrön till smaragdgrön, eller mindre vanligen vit eller vit med gröna fläckar.Förekomster är typiskt granulära eller massiva; individuella kristaller är mycket sällsynta och förekommer endast som små prismatiska kristaller i vugs i massiv jadeit. Kristaller är fyrsidiga eller åttasidiga i tvärsnitt och visar perfekt spaltning på [110] i vinklar på 87 och 93 grader. Det finns också en sällsynt delning på [100]. De sammankopplade kristallerna av massiv jadeit hjälper till att ge den dess extrema seghet.
Jadeit har en Mohs-hårdhet på 6,5 till 7, något mindre än vanlig kvarts. Brottytor är sockriga i konsistensen och gnistrar från den exponerade perfekta spaltningen på [110]. Jade är relativt tät, med en specifik vikt på 3,3 till 3,5 i naturliga exemplar. Den specifika vikten ökar med järnhalten, och mycket ren jadeit har en specifik vikt på 3,25. Glansen är glasaktig, eller pärlaktig på exponerade spaltningsytor, och strecket är färglöst. Jadeit är genomskinligt till genomskinligt.
Jadeit kännetecknas av sin gröna färg och sega aggregat av kompakta fibrösa kristaller. Den kan särskiljas från nefrit genom dess glasaktiga lyster på polerade ytor (polerad nefrit har en oljig lyster) och genom dess högre densitet och brytningsindex. Serpentin har också en lägre densitet och brytningsindex än jadeit. Massiv jadeit visar också karakteristiskt en mer granulär textur än nefrit eller serpentinit.
Jadeit har en smältbarhet på 2,5 (gör det måttligt lätt att smälta ihop med en propanlåga) och ger en låga gul färg.
Ren jadeit har sammansättningen NaAlSi2O6 och har den typiska klinopyroxenstrukturen. Denna består av långa kedjor av kiseldioxidtetraedrar där varje kiseljon är omgiven av fyra syrejoner, med två av syrejonerna delade med närliggande kiseldioxidtetraheda. Kedjorna är sammanbundna av aluminium- och natriumjoner för att bilda den fullständiga tredimensionella strukturen av en jadeitkristall. Aluminiumet förenar par av kedjor (upptar den så kallade M1-platsen) medan natrium förenar de parade kedjorna med närliggande parade kedjor (upptar den så kallade M2-platsen). Den resulterande kristallstrukturen tillhör det monokliniska systemet, med rymdgrupp C2/c.

## Färg

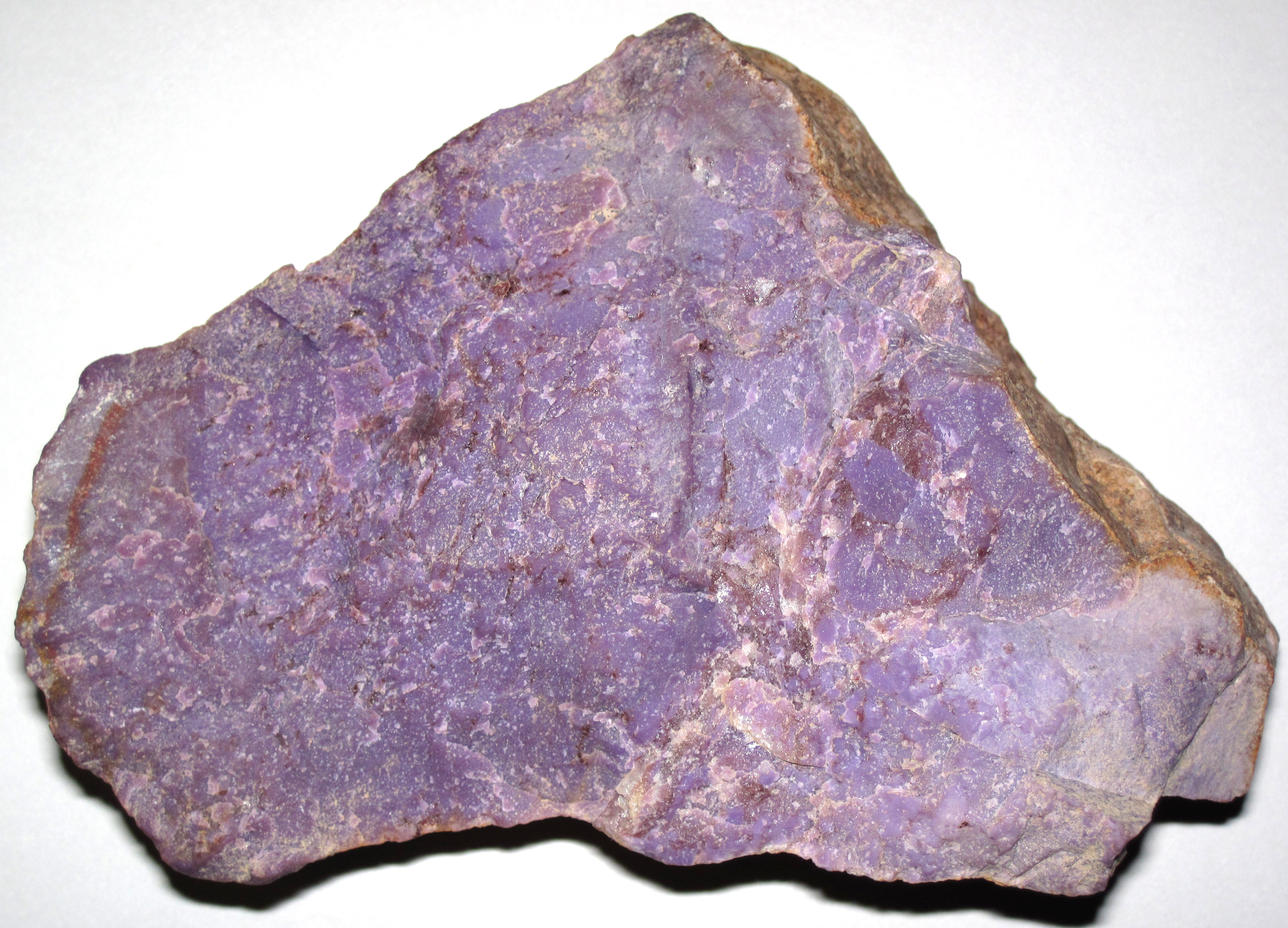
Ovanlig lavendeljade (metafonolit) från Bursa-provinsen, nordvästra Turkiet. Färgen kommer från jadeitpyroxen.

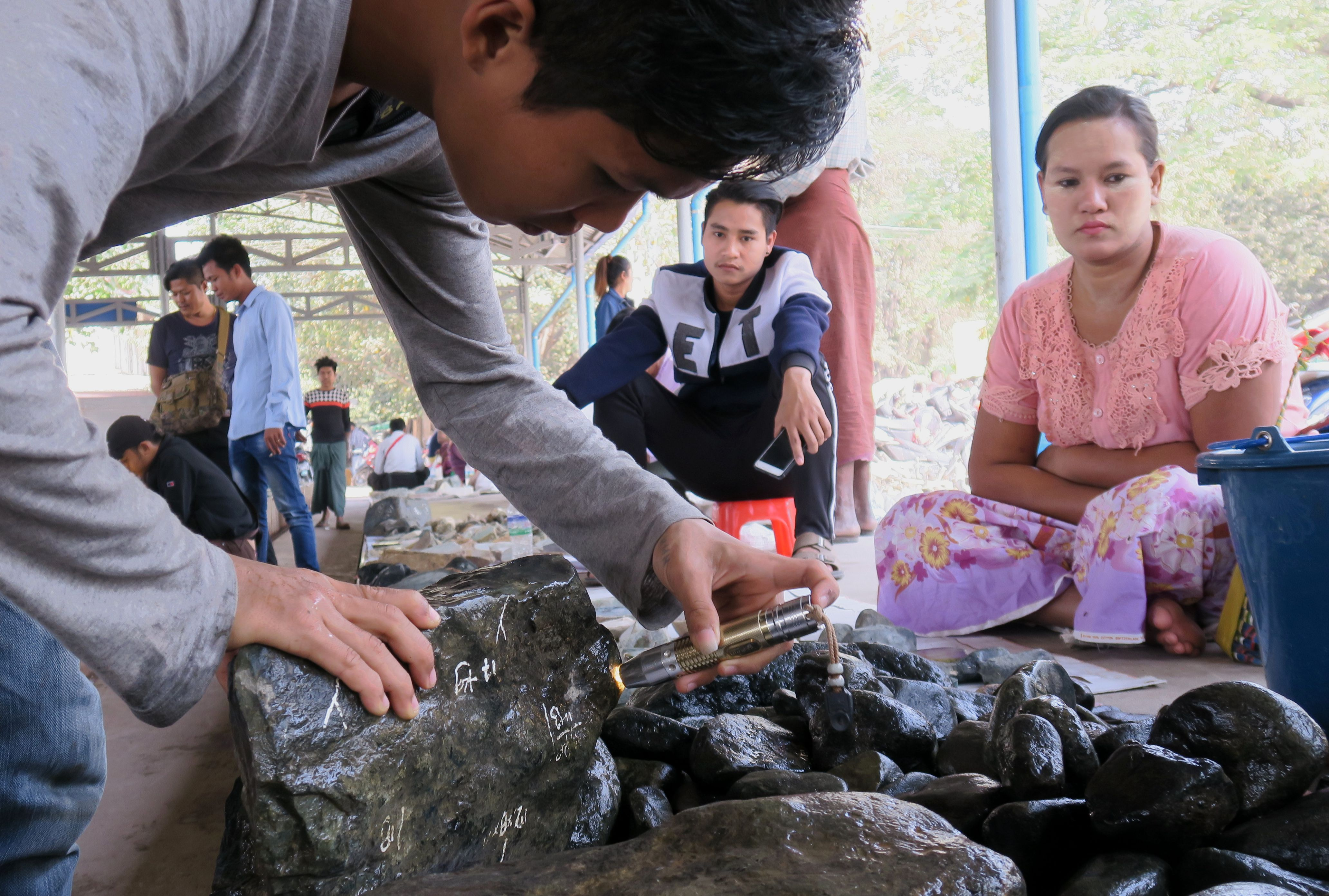
Inspektion av jadesten med en bärbar UV LED-lampa i Mandalay jademarknad.

Jadeites färg sträcker sig vanligtvis från vitt till blek äppelgrönt till djupt jadegrönt men kan också vara blågrön (som den nyligen återupptäckta "Olmec Blue" jaden), rosa, lavendel och en mängd andra sällsynta färger. Kloromelanit är en mycket mörkgrön till svart sort. Färgen påverkas till stor del av närvaron av spårämnen som krom och järn. Dess genomskinlighet varierar från ogenomskinlig till nästan klar. Variationer i färg och genomskinlighet finns ofta även inom ett enda prov.

## Förekomst
Betydande förekomster av jadeit är isolerade och sällsynta. Den finns uteslutande i högtrycks-, lågtemperatur-metamorf bergart med kontinentala marginaler. Här kan den hittas som baljor eller ådror eller som spridda korn. Fyndigheter finns i Myanmar, Alperna, Ryssland, Kalifornien, Japan och Guatemala. I franciskankomplexet i Kalifornien förknippas jadeit med glaukofan, aragonit, muskovit, lawsonit och kvarts. Men förekomster av lapidär kvalitet är nästan exklusiva för Myanmar. Bäckstenar i Uyufloden är fortfarande en viktig källa till jadeit.

## Användning
Jadeit är det dominerande mineralet av den mest efterfrågade sorten av jade. Denna var uppskattat i traditionell kinesisk kultur, där den bearbetades till en stor variation av vackra prydnadsföremål och redskap.
Jadeit användes också av stenåldersmänniskor för redskap och vapen.
Jade fick sitt namn, "piedra de ijada" ("sidans sten"), eftersom den en gång troddes bota njursjukdomar när den applicerades på sidan av kroppen.

### Jade
Jadeit är ett av två mineraler som erkänns som ädelstensjade. Den andra är nefrit. Ibland säljs andra mineraler som serpentin eller kvarts som jade, men skillnaden kan bestämmas av spaltning och hårdhet. Jadeitjade är den mest värdefulla formen, med materialet av högsta kvalitet med priser långt över 200 USD per karat (1994). Jadeitjade kom först till betydande användning i Kina först mot slutet av 1700-talet, som fei tsui.
Jadeit från Motagua-dalen, Guatemala, användes av olmec- och mayafolken, såväl som av ursprungsbefolkningen i Costa Rica.
Ovanliga färger, som "Olmec blue"-jade, som kännetecknas av dess djupa blågröna, genomskinliga nyans med vita fläckar, blir alltmer värderade på grund av dess unika skönhet och historiska användning av den mesoamerikanska Olmec och även i Costa Rica.

### Stenåldern

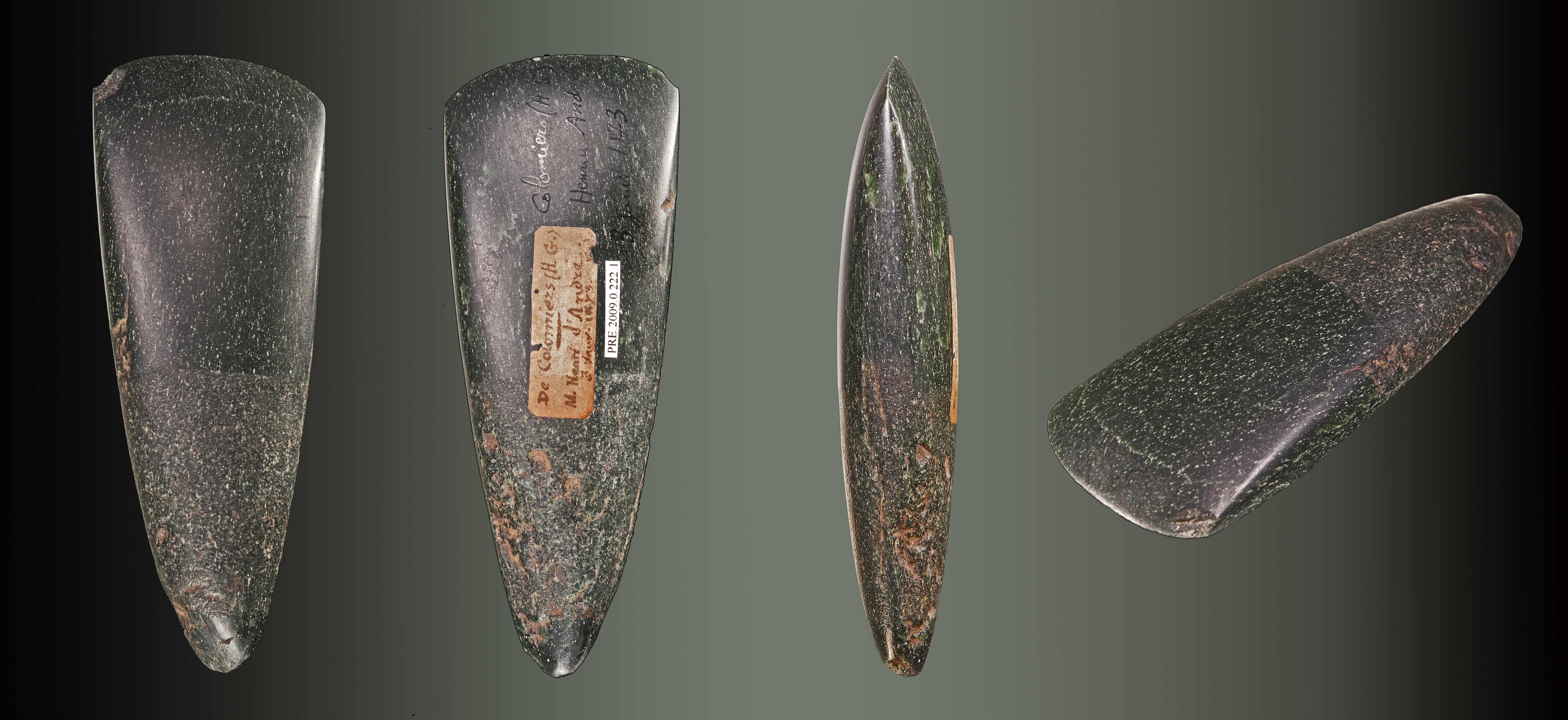
Polerat neolitisk yxhuvud från Museum of Toulouse

Över 180 yxhuvuden gjorda av jadeitit som bröts i norra Italien under den neolitiska eran har hittats på de brittiska öarna. På grund av svårigheten att bearbeta detta material tros alla yxhuvuden av denna typ som hittats ha varit icke-utnyttjade och att ha representerat någon form av valuta eller lämnats genom gåvobyte.
Ett stort antal jadeitpärlor och yxhuvuden samt resterna av jadeitverkstäder från den neolitiska eran har upptäckts i Itoigawa, Japan. Dessa pärlor och yxor såldes över hela Japan och den koreanska halvön och producerades av världens äldsta kända jadeitanvändande kultur, centrerad i Itoigawa-regionen.

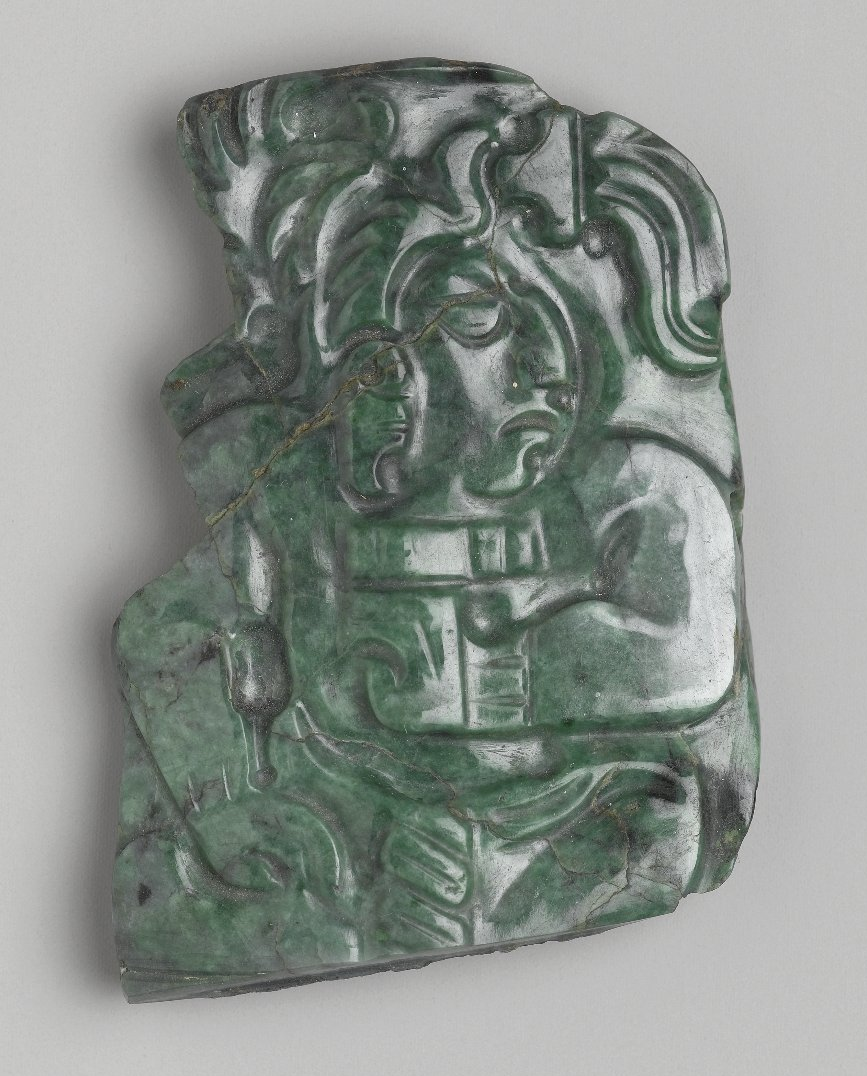
Maya jadeitplakett, 600–900 AD, Brooklyn Museum